# Elizabeth Henstridge

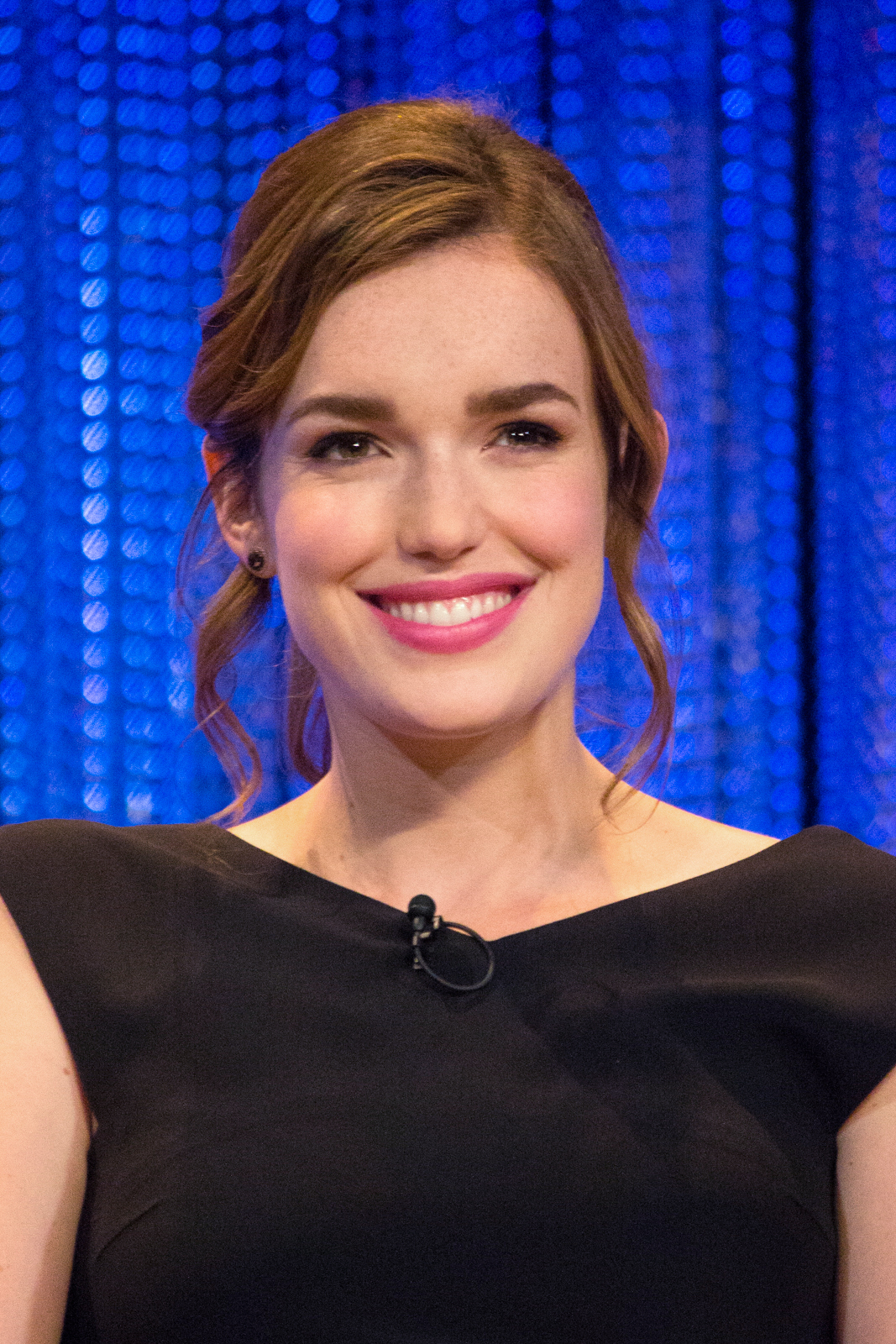
Elizabeth Henstridge (2014)

Elizabeth Frances Henstridge (ur. 11 września 1987 w Sheffield) –  angielska aktorka, która wystąpiła m.in. w serialu Agenci T.A.R.C.Z.Y..

## Filmografia

### Film
| Rok  | Tytuł                      | Rola              | Uwagi           |
| ---- | -------------------------- | ----------------- | --------------- |
| 2010 | Easy Under the Apple Bough | Farmer's Daughter | krótkometrażowy |
| 2011 | And the Kid                | Kid               | krótkometrażowy |
| 2012 | The Thompsons              | Riley Stuart      |                 |
| 2013 | Gangs of Tooting Broadway  | Kate              |                 |
| 2013 | Delicacy                   | The Virgin        | krótkometrażowy |
| 2014 | Motywacja                  | Eve               |                 |
| 2016 | Wataha u drzwi             | Abigail Folger    |                 |
| 2021 | The Imperfect Picture      | Anna              | krótkometrażowy |

### Telewizja
| Rok        | Tytuł                            | Rola                 | Uwagi                 |
| ---------- | -------------------------------- | -------------------- | --------------------- |
| 2011       | Życie w Hollyoaks                | Emily Alexander      | 2 odc.                |
| 2012       | Shelter                          | Grace                | niewykorzystany pilot |
| 2013–2020  | Agenci T.A.R.C.Z.Y.              | Jemma Simmons        | w gł. obsadzie        |
| 2014       | Film School Shorts               | The Virgin           | 1 odc.                |
| 2015, 2017 | Penn Zero – bohater na pół etatu | Princess (głos)      | 3 odc.                |
| 2016       | Mega Spider-Man                  | Jemma Simmons (głos) | 1 odc.                |
| 2017       | Temporary                        | Emily                | 1 odc.                |
| 2019       | Christmas at the Plaza           | Jessica Cooper       | film TV               |
| 2022       | Suspicion                        | Tara                 | w gł. obsadzie        |